# Выставка 9 на 5
Выставка 9 на 5 (англ. 9 by 5 Impression Exhibition) — художественная выставка импрессионистов Австралии.

## История
Экспозиция была открыта 17 августа 1889 года. в Мельбурне художниками Гейдельбергской школы в здании  Buxton's Rooms на улице Swanston Street напротив городской ратуши. Выставка была названа в честь размеров большинства работ: 9 на 5 дюймов (23 см × 13 см), выполненных на крышках сигарных коробок из табачного магазина Луи Абрахамса — предпринимателя-табачника, художника и мецената.

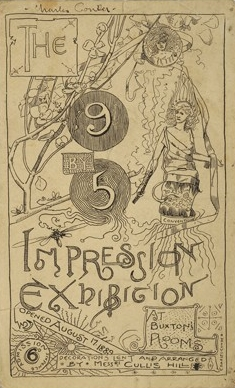
Каталог выставки, разработанный Кондером

На ней были представлены 183 работы ведущих художников австралийского импрессионизма, а также скульптора Чарльза Ричардсона и студентов художественной школы National Gallery of Victoria Art School. Каталог выставки был разработан одним из её участников — Чарльзом Кондером.
Выставка произвела впечатление на общественность страны и вызвала много оживленных комментариев, став знаковым событием в истории искусства Австралии. Выставочные произведения продолжают появляться на арт-рынке по настоящее время: в 2009 году работа Centennial Choir at Sorrento Чарльза Кондера на аукционе Sotheby's была продана за 492 000 австралийских долларов. В 2012 году, в ознаменование 123-й годовщины выставки, меценат Макс Картер (Max Carter) пожертвовал четыре картины из этой выставки на сумму более 3 000 000 долларов США в Художественную галерею Южной Австралии (Art Gallery of South Australia) — это самая большая группа работ данной выставки, когда-либо переданных в австралийское государственное учреждение.

Некоторые работы, представленные на выставке
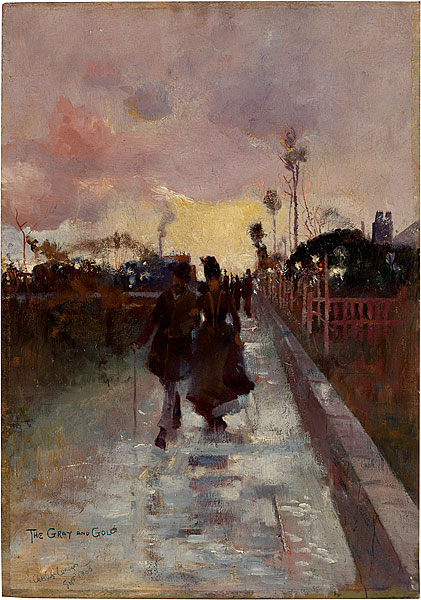
Чарльз Кондер, Going Home
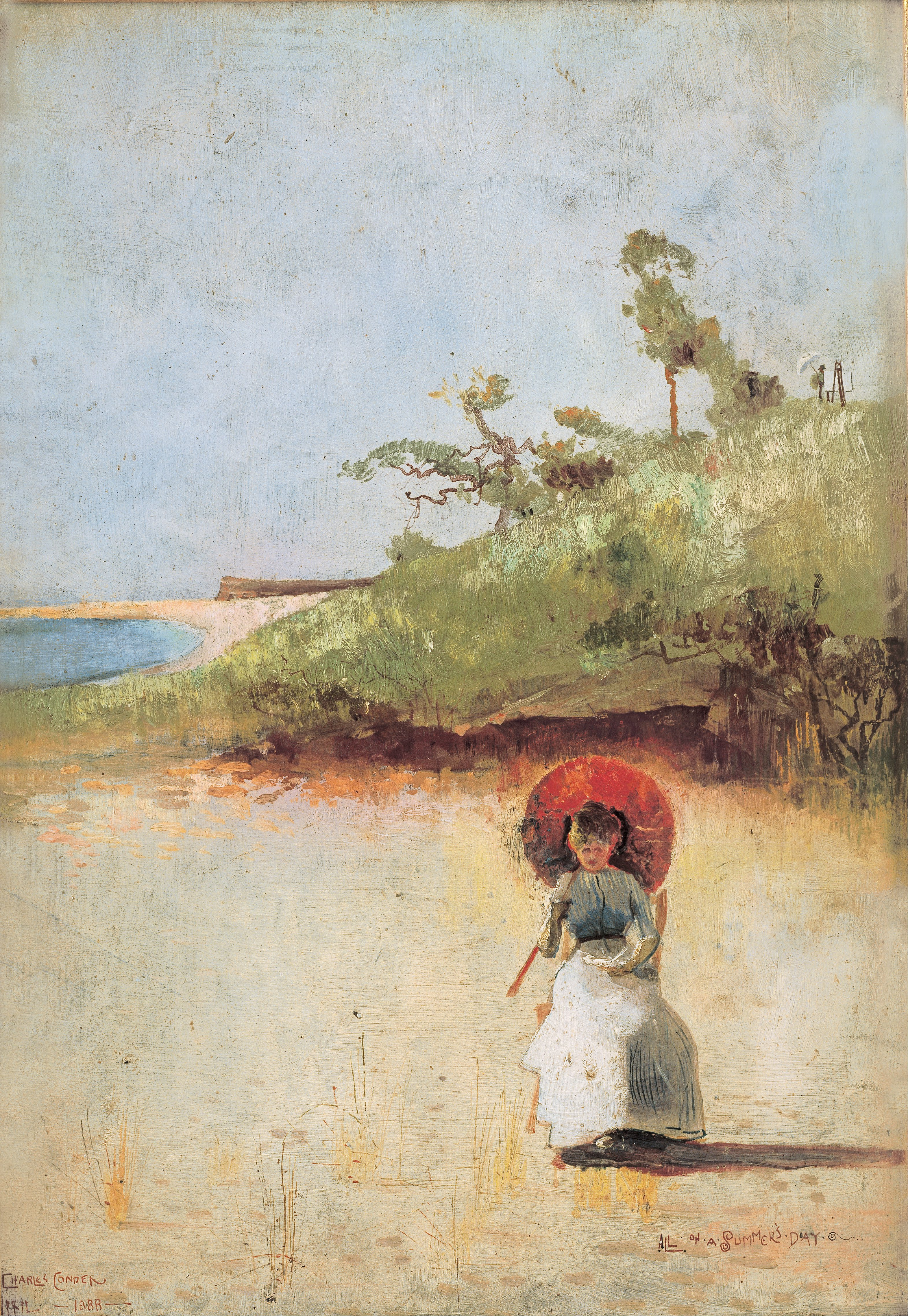
Чарльз Кондер, All on a summer's day
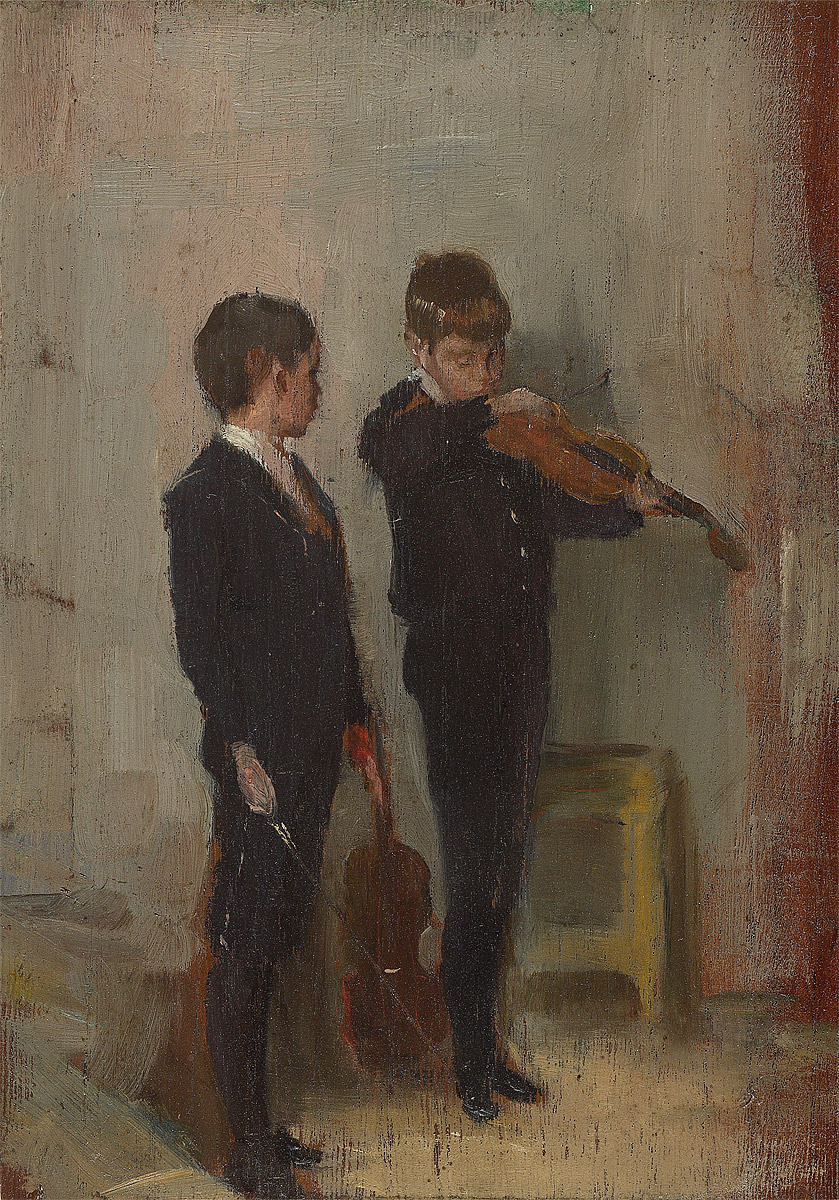
Том Робертс, The violin lesson
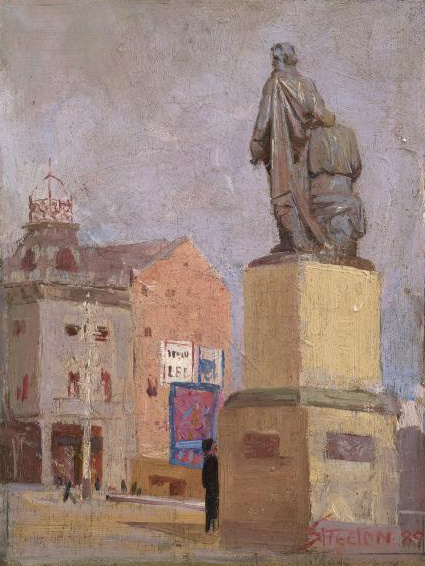
Артур Стритон, Princess & Burke & Wills